# پل‌های خداآفرین

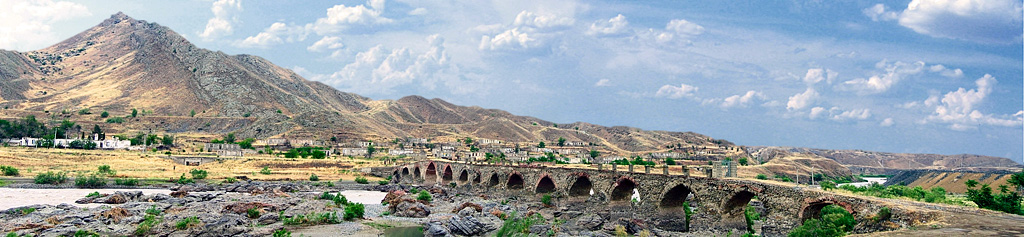

پل‌های خداآفرین یا پل‌های حسرت دو پل قوسی روی رود ارس است. این پل در نقطه صفر مرزی ایران و جمهوری آذربایجان قرار دارد.
در ایران از آثار تاریخی استان آذربایجان شرقی که در شهرستان خداآفرین واقع شده است. یکی از پل‌ها کاملاً سالم است و پل دیگر نیمه‌سالم است. این پل‌ها در جوار روستای خداآفرین شهرستان جبرائیل جمهوری آذربایجان و نزدیکی سد خداآفرین بنا شده است. پل قدیمی‌تر با ۱۱ قوس در قرن ۱۱ و ۱۲ میلادی و پل جدیدتر با ۱۵ قوس در قرن ۱۵ میلادی بنا شده است.
پل بزرگ خداآفرین مربوط به سده‌های اولیه دوران‌های تاریخی پس از اسلام است و در شهرستان کلیبر، بخش خداآفرین، بر روی رودخانه ارس واقع شده و این اثر در تاریخ ۵ اسفند ۱۳۷۶ با شمارهٔ ثبت ۱۸۵۸ به‌عنوان یکی از آثار ملی ایران به ثبت رسیده است.

## تاریخ
ارتباط قفقاز و منطقه تاریخی ایران در آذربایجان از دیرباز به دلیل رودخانه ارس با مشکل مواجه شده است. از این رو از قدیم الایام بر روی آن پل‌هایی ساخته شده است. پل خداآفرین از اهمیت راهبردی برخوردار است و یکی از نقاط تماس تاریخی قفقاز و آذربایجان ایران محسوب می‌شود. این پل در تواریخ «پل خسرو» و «پل ارس» نیز نامیده شده است. این پل برای اولین بار در نیمه اول قرن چهاردهم در نزهةالقلوب توسط جغرافیدان ایرانی حمدالله مستوفی گواهی شده است. ریشه نام پل موضوع داستان‌های متعددی بوده است که بیشتر آنها با اسطوره آمیخته شده است. به گفته محمدکاظم مروی مورخ ایرانی قرن هجدهم، این پل به «خداآفرین» (خدا آفریده) معروف است، زیرا در زمان ایلخانان (۱۲۵۶–۱۳۳۵) تلاش‌های بی‌ثمری برای ساخت این پل صورت گرفت تا اینکه روزی، پل ناگهان ظاهر شد که توسط غیب ایجاد شده بود. 
تاریخچه و تاریخ پل را نمی‌توان به‌طور دقیق تأیید کرد زیرا در طول تاریخ بارها تخریب شده و فاقد هرگونه سنگ نوشته یا کتیبه معماری است. احتمالاً از دیرباز پلی بر روی رودخانه ارس در این حوالی وجود داشته است. برخی از مورخان این پل را از دوران شاهنشاهی هخامنشی پیش از اسلام (۵۵۰ تا ۳۳۰ پیش از میلاد) در زمان سلطنت کوروش بزرگ (حک. ۵۵۰ – ۵۳۰ پیش از میلاد)، به او اجازه عبور به قفقاز را بدهد. آنها استدلال خود را بر پیشرفت و رشد دوران هخامنشی در راه‌سازی و همچنین لشکرکشی‌های آنان در سراسر قفقاز استوار می‌کنند. سایر مورخان پلی را می‌دانند که فرمانروای شدادی ابوالاسوار شاوور بن فضل (حک. ۱۰۲۲–۱۰۶۷) در سال ۱۰۲۷ بر فراز رود ارس در هنگام لشکرکشی او به قفقاز ساخته شد تا پل خداآفرین باشد. برخی دیگر قدمت طراحی معماری پل را به دوران امپراتوری سلجوقیان (۱۰۳۷–۱۱۹۴ میلادی) می‌دانند. 
به گفته حمدالله مستوفی، این پل توسط بکیر بن عبدالله، یکی از فرماندهان عرب که رهبری فتح آذربایجان ایران (آذربادگان) را در زمان ظهور اسلام بر عهده داشت، ساخته شد. مورخ ایرانی حسن موسوی زاده این امر را بعید می‌داند و می‌گوید که اعراب در آن زمان تجربه‌ای از پل‌سازی نداشتند. وی بیان می‌کند که بر اساس شواهد موجود، این پل پیش از اسلام بوده و در سراسر دوران شاهنشاهی ساسانی (۲۲۴–۶۵۱ میلادی) وجود داشته است. از زمان ظهور اسلام تا پایان جنگ روس و ایران در سال‌های ۱۸۲۶ تا ۱۸۲۸، این پل صحنه چندین جنگ و درگیری بود. 
پل خداآفرین مکرراً در گزارش‌های مربوط به وقایع جنگ‌های ایران و روسیه در سال‌های ۱۸۰۴–۱۸۱۳ و ۱۸۲۸ ذکر شده است. این پل در دو جنگ به عنوان محل اجرای عملیات نظامی و وسیله ترابری مورد استفاده قرار گرفت و بارها تخریب و بازسازی شد.
در سال ۱۸۰۵، شاه قاجار (پادشاه) ایران، فتحعلی شاه قاجار (حک. ۱۷۹۷–۱۸۳۴) متوجه شد که ابراهیم خلیل جوانشیر حاکم قره‌باغ از دولت ایران جدا شده و به نیروهای امپراتوری روسیه پیوسته است.  از این رو، ولیعهد عباس میرزا و میرزا بزرگ قائم مقام را برای تحت کنترل درآوردن ابراهیم خلیل خان اعزام کرد. ژنرال روس پاول تسیسیانوف برای کمک به ابراهیم خلیل خان تعدادی نیرو برای جلوگیری از پیشروی سربازان عباس میرزا در پایگاه پل خداآفرین مستقر کرد. با این حال، نیروهای عباس میرزا در نهایت بر روس. ها غلبه کرده و بر دژ شوشی، مقر حکومت ابراهیم خلیل خان، مسلط شدند. 
امروزه دو پل به نام‌های کوچک و بزرگ در مجاورت وجود دارد. ویژگی‌های مهندسی و معماری این دو پل با یکدیگر متفاوت است. قدمت پل کوچک ناشناخته است، اگرچه بیشتر محققان احتمال داده‌اند که قدمت آن به دوران صفویه (۱۵۰۱–۱۷۳۶) می‌رسد. این دو پل هم‌اکنون در دو سوی مرز ایران و آذربایجان بسته است. 

## نگارخانه

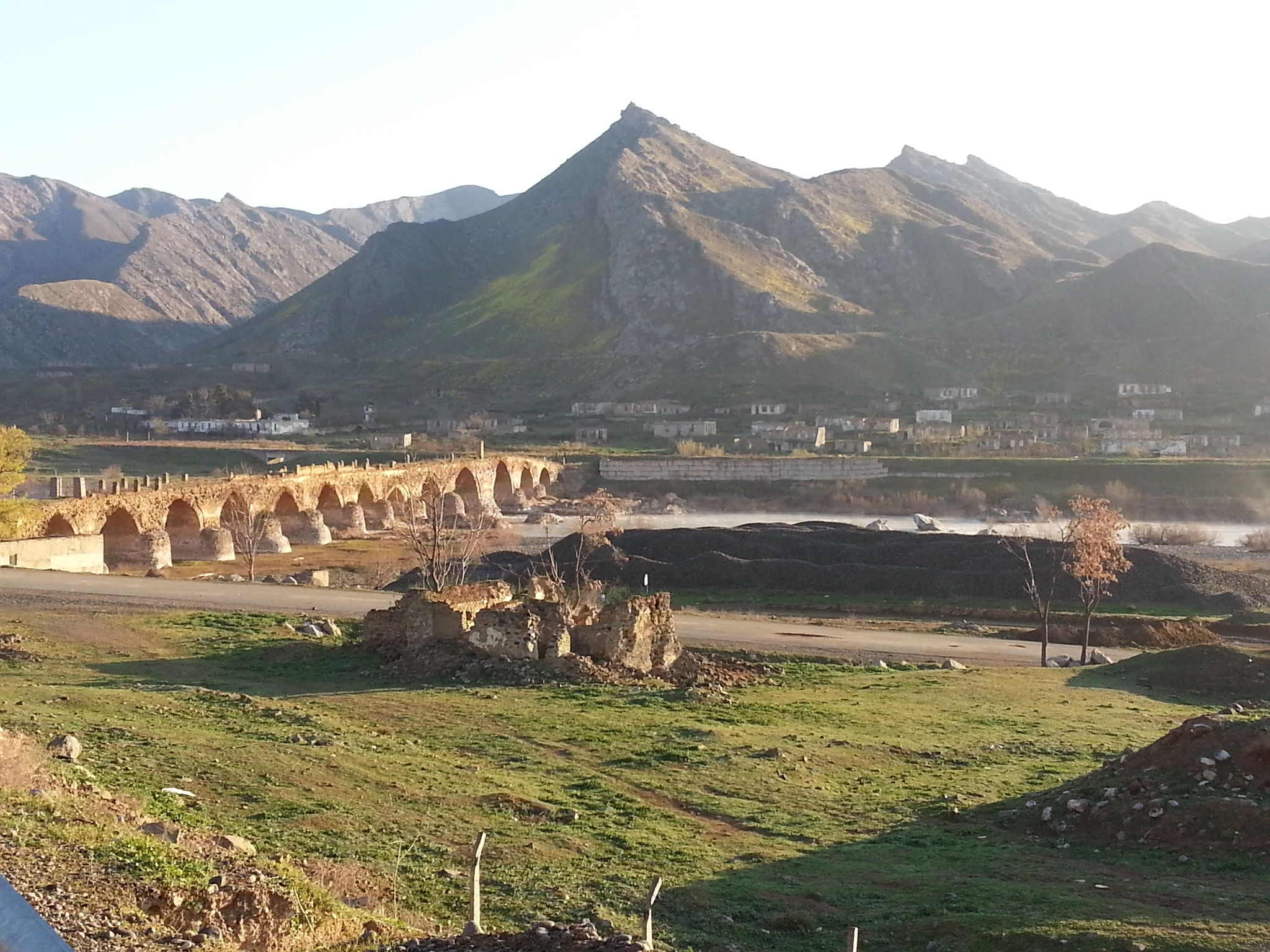
نمایی از یکی از پل‌ها و خرابه‌های روستای قوملاق در پشت آن
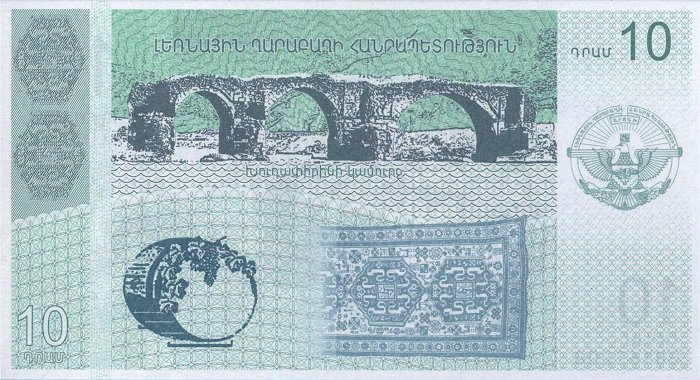
تصویر پل خداآفرین بر روی اسکناس‌های جمهوری آرتساخ
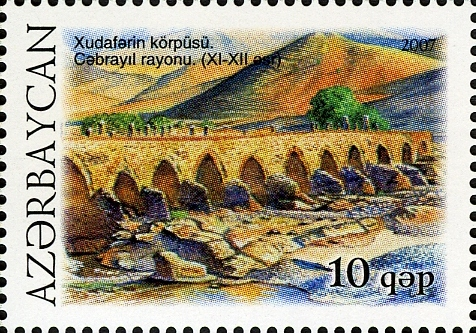
تصویر پل خداآفرین بر روی تمبر پستی جمهوری آذربایجان
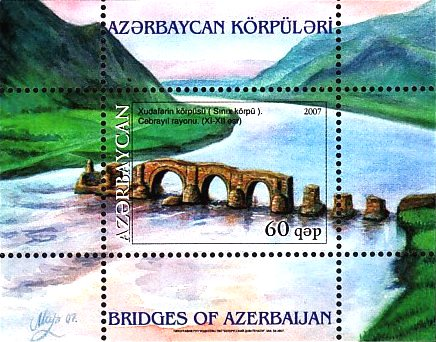
تصویر پل خداآفرین بر روی تمبر پستی جمهوری آذربایجان